# Талькауано
Талькауано (ісп. Talcahuano) — місто та морський порт в Чилі. Аванпорт міста Консепсьйон на Тихому океані. Адміністративний центр однойменної комуни. Населення міста — 161 692 чоловік (2002). Місто та комуна входить до складу провінції Консепсьйон і області Біо-Біо. Місто також є складовою міської агломерації Великий Консепсьйон.
Територія комуни — 92,3 км². Чисельність населення комуни — 171 383 жителів (2007). Густота населення — 1856,8 чол./км².

## Розташування
Місто розташоване на березі затоки Консепсьйон за 11 км на північний захід від адміністративного центру області — міста Консепсьйон.
Комуна межує:
- на сході — з комуною Пенко;
- на південному сході — з комуною Консепсьйон;
- на півдні — з комуною Уальпен.

На півночі та заході комуни знаходиться Тихий океан.

## Демографія
Згідно з даними, зібраними в ході перепису Національним інститутом статистики, населення комуни становить 171 383 людини, з яких 85 444 чоловіки та 85 939 жінок.
Населення комуни становить 8,64 % від загальної чисельності населення області Біо-Біо. 0,36 % відносяться до сільського населення та 99,64 % — міське населення.

### Важливі населені пункти комуни
- Талькауано  (місто) — 161 692 жителів
- Калета-Тумбес (селище) — 1344 жителів

## Посилання

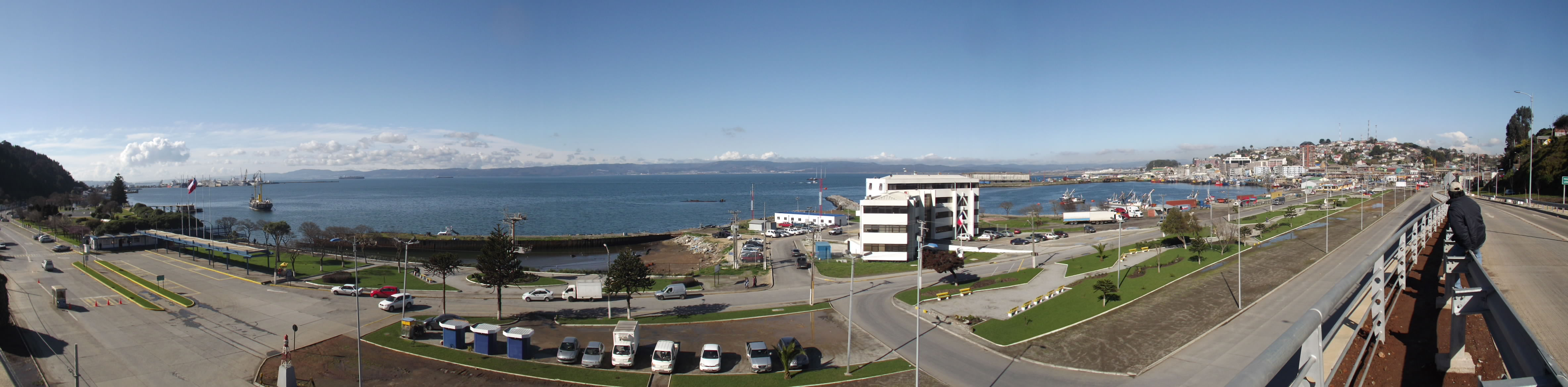
Talcahuano